# Narciso López
Narciso López Rodríguez (Chapulimita, 18 de agosto de 1928 - Guadalajara, dezembro de 1987 ou janeiro de 1988) foi um ex-futebolista mexicano que atuava como defensor.

## Carreira
Narciso López fez parte do elenco da Seleção Mexicana de Futebol, na Copa do Mundo de  1954.